# Mairie d'Imatra
La mairie de Imatra est située dans le quartier de Mansikkala à Imatra en Finlande.

## Présentation
Un concours d'architecte est organisé pour la conception de la mairie en 1966–1967. Le concours est remporté par Arto Sipinen et Mane Hetzer.
La construction de l'édifice se termine en 1970.
La mairie est située dans un îlot urbain de bâtiments publics dont font partie la maison de la culture Virta, la bibliothèque municipale et le Musée d’art de Imatra.